# Kościół Krzyża Świętego w Przytułach
Kościół Krzyża Świętego – rzymskokatolicki kościół parafialny należący do dekanatu Jedwabne diecezji łomżyńskiej.
Obecna świątynia została wzniesiona w latach 1950-1960 dzięki staraniom proboszczów: księdza Stanisława Skrodzkiego i księdza Lucjana Stecia z kamienia polnego i cegły. Poprzedni kościół był drewniany i uległ zniszczeniu w czasie Ii wojny światowej w 1941 roku. Budowla nie jest konsekrowana. Dzięki staraniom księdza proboszcza Tadeusza Żura kościół został wyremontowany i otrzymał wyposażenie wnętrza.
30 września 2021 r. kościół został pisany do rejestru zabytków nieruchomych województwa podlaskiego (decyzji nr 640 z dn. 30.09.2021).